# Илер, Пьер-Мари
Пьер-Мари Илер (фр. Pierre-Marie Hilaire; род. 19 ноября 1965, Десе) — французский легкоатлет, специалист по бегу на короткие дистанции. Выступал на профессиональном уровне в 1993—2001 годах, бронзовый призёр чемпионата мира в помещении, серебряный призёр чемпионатов Европы в помещении и на открытом стадионе, победитель Средиземноморских игр, участник летних Олимпийских игр в Сиднее.

## Биография
Пьер-Мари Илер родился 19 ноября 1965 года в коммуне Деше, Гваделупа. Занимался лёгкой атлетикой в коммуне Буйант, выступал за местный одноимённый клуб AC Bouillante.
Первого серьёзного успеха на международном уровне добился в сезоне 1993 года, когда вошёл в состав французской сборной и выступил на Кубке Европы в Риме, где вместе с соотечественниками стал третьим в зачёте эстафеты 4×400 метров. В той же дисциплине одержал победу на Средиземноморских играх в Лангедок-Руссильон, занял четвёртое место на чемпионате мира в Штутгарте.
В 1994 году бежал 400 метров на чемпионате Европы в помещении в Париже, показал третий результат в эстафете 4×400 метров на Кубке Европы в Бирмингеме. На чемпионате Европы в Хельсинки дошёл до полуфинала в индивидуальном беге на 400 метров и завоевал серебряную награду в эстафете 4×400 метров, уступив на финише только команде Великобритании.
На чемпионате мира 1995 года в Гётеборге дошёл до четвертьфинала в дисциплине 400 метров, тогда как в эстафете 4×400 метров остановился на стадии полуфиналов.
В 1996 году в беге на 400 метров получил серебро на чемпионате Европы в помещении в Стокгольме, в эстафете 4×400 метров стал третьим на Кубке Европы в Мадриде.
В 1997 году в эстафете 4×400 метров взял бронзу на чемпионате мира в помещении в Париже, был четвёртым на Кубке Европы в Мюнхене, получил серебро на Средиземноморских играх в Бари.
В 1998 году бежал 400 метров и эстафету 4×400 метров на чемпионате Европы в Будапеште.
На чемпионате мира 1999 года в Севилье занял четвёртое место в эстафете 4×400 метров.
В 2000 году в эстафете 4×400 метров стартовал на чемпионате Европы в помещении в Генте. Благодаря череде успешных выступлений удостоился права защищать честь страны на летних Олимпийских играх в Сиднее — бежал эстафету 4×400 метров на предварительном квалификационном этапе, затем французы уже без его участия благополучно вышли в финал и расположились в итоговом протоколе соревнований на четвёртой строке.
Завершил спортивную карьеру по окончании сезона 2001 года.